# Тети Бекарија (Кунео)
Тети Бекарија је насеље у Италији у округу Кунео, региону Пијемонт.
Према процени из 2011. у насељу је живело 14 становника. Насеље се налази на надморској висини од 422 м.